# Takashi Uchino (Fußballspieler, 1988)
Takashi Uchino (japanisch 内野 貴志 Uchino Takashi; * 15. Februar 1988 in Ōtsu, Präfektur Shiga) ist ein ehemaliger japanischer Fußballspieler.

## Karriere
Uchino erlernte das Fußballspielen in der Schulmannschaft der Yasu High School und der Universitätsmannschaft des Biwako Seikei Sport College. Seinen ersten Vertrag unterschrieb er 2011 beim Kyōto Sanga. Der Verein spielte in der zweithöchsten Liga des Landes, der J2 League. Für den Verein absolvierte er 34 Ligaspiele. 2015 wechselte er nach Nagano zum Drittligisten AC Nagano Parceiro. Für Parceiro absolvierte er 84 Ligaspiele. 2020 wechselte er nach Kusatsu zum Viertligisten MIO Biwako Shiga. Für den Verein stand er 36-mal in der vierten Liga auf dem Spielfeld.
Am 1. Februar 2022 beendete er seine Karriere als Fußballspieler.

## Erfolge
Kyōto Sanga
- Kaiserpokal

Finalist: 2011